# Помірні ліси Саутленду
Помірні ліси Саутленду (ідентифікатор WWF: AA0414) — австралазійський екорегіон помірних широколистяних та мішаних лісів, розташований на півдні Нової Зеландії.

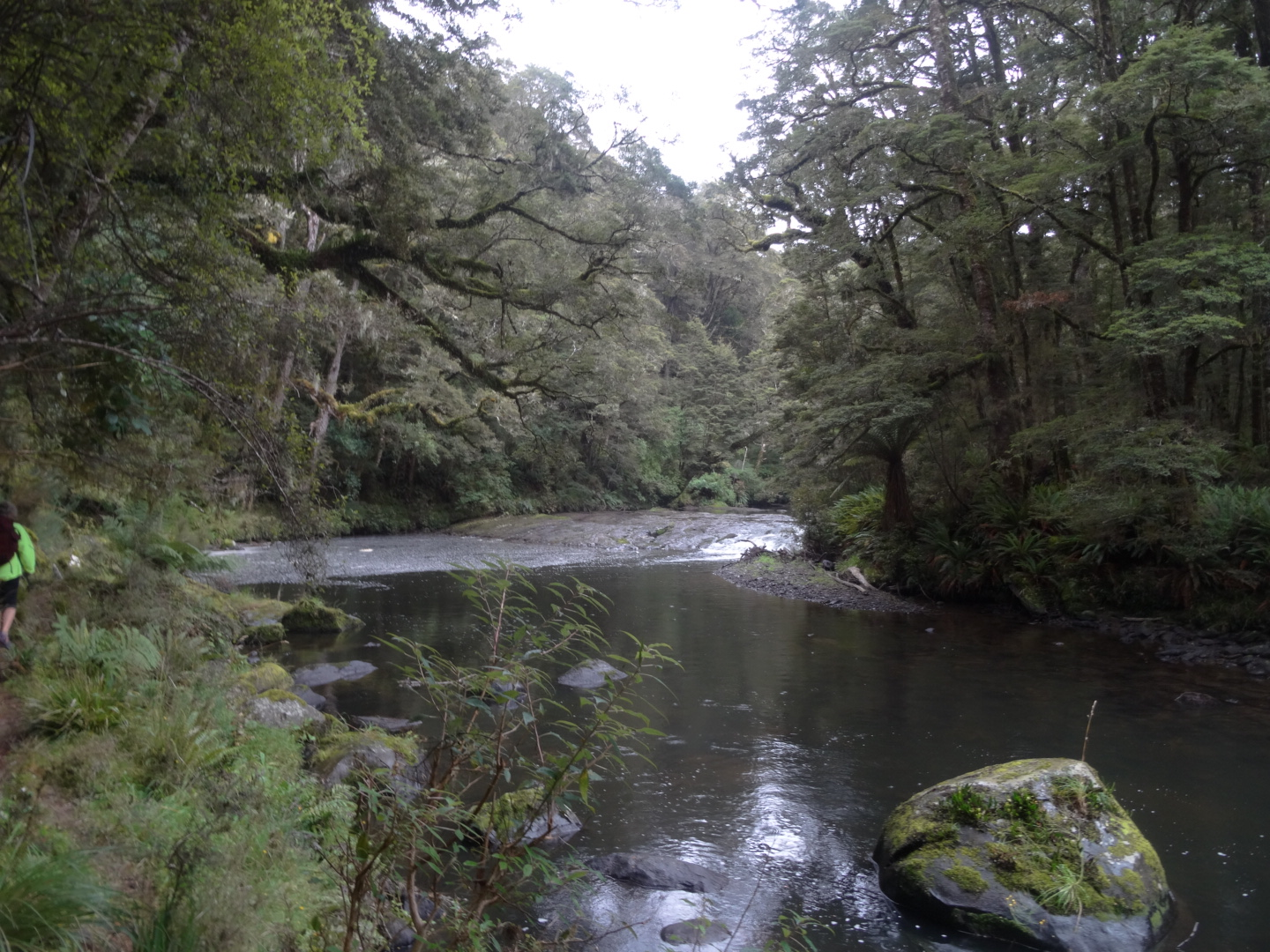
Ліс в регіоні Кетлінс

## Географія
Екорегіон помірних лісів Саутленду охоплює південно-східну частину Південного острова Нової Зеландії, зокрема південну частину регіону Саутленд та крайній південь регіону Отаго. На заході, в регіоні Фіордленд, помірні ліси Саутленду переходять у помірні ліси Фіордленду, на півночі, в горах Південних Альп, — у гірські луки Південного острова, а в центральній частині регіону Отаго — у купинні луки Кентербері та Отаго.
Південний острів Нової Зеландії є частиною континенту Зеландія — фрагменту стародавнього суперконтиненту Гондвана. Зеландія відокремилася від Австралії 85-60 мільйонів років тому, однак була майже повністю затоплена водами Тихого океану приблизно 23 мільйони років тому. Взаємодія Індо-Австралійської та Тихоокеанської літосферних плит уздовж Альпійського трансформного розлому призвела до активного гороутворення та до підняття Південного острова.
Ландшафт регіону Саутленд представлений прибережними Саутлендськими рівнинами, відділеними від більш посушливих Центральних рівнин пагорбами Хоконуї. Западина Те-Анау, розташована на крайньому північному заході регіону, на схід від озера Те-Анау, відділена від інших рівнин регіону скелястими горами Такітіму, у яких зустрічаються великі ділянки осипів, відсутні в інших горах Саутленду. На південному заході регіону лежать гори Лонгвуд, а на південному сході — порізане долинами річок нагір'я Кетлінс, де пишні ліси спускаються до скелястого узбережжя. Південне узбережжя Саутленду, звернене до протоки Фово, характеризується піщаними дюнами, великими відкритими затоками та естуаріями, розділеними скелястими мисами. 
З геологічної точки зору в екорегіоні переважають вапняки, пісковики та аргіліти. На півночі регіону поширені грауваки та аргіліти, а також зустрічаються базальтові туфи, діорити, габро та деякі ультраосновні породи, такі як серпентиніти і перидотити. Під час останнього льодовикового періоду нагір'я Саутленду та басейн Те-Анау були вкриті льодовиками, які залишили тут гравійні й лесові відклади та численні льодовикові форми рельєфу.

## Клімат
На більшій частині екорегіону домінує помірний морський клімат (Cfb за класифікацією кліматів Кеппена), який характеризується м'яким літом та прохолодною зимою. Влітку середня температура становить 15 °C, а взимку — 5 °C. Середньорічна кількість опадів на Саутлендських рівнинах коливається від 900 до 1600 мм.

## Флора
Основними рослинними угрупованнями екорегіону є помірні широколистяні та мішані ліси. В горах Саутленду поширені букові ліси, у яких домінують різні види нотофагусів або південних буків (Nothofagus spp.): сріблясті буки (Nothofagus menziesii), які переважають на заході регіону, та червоні буки (Nothofagus fusca), поширені на півночі. На рівнинах Саутленду історично переважали мішані ліси, у яких зустрічалися голонасінні дерева з родини подокарпових (Podocarpaceae), а також різні широколистяні дерева, зокрема білі кахікатеа (Dacrycarpus dacrydioides), поширені у заболочених місцевостях, та новозеландські ріму (Dacrydium cupressinum), поширені у сухіших районах. У лісах, поширених серед пагорбів у центральній частині Саутленду та у горах Кетлінсу, зустрічалися південні рата (Metrosideros umbellata) та новозеландські камахі (Pterophylla racemosa).
Дослідження деревного вугілля показали, що близько 2500 років тому в регіоні почали регулярно спалахувати пожежі, а після прибуття до Нової Зеландії полінезійців близько 700 років тому вони значно почастішали, оскільки маорі використовували вогонь, щоб виганяти дичину з лісів під час полювання. Ці пожежі призвели до втрати великих площ лісів та до заміни їх купинними луками, які поширилися приблизно на 45 % території Саутленду. На цих луках здебільшого переважали червоні купинники (Chionochloa rubra), а на високогірних альпійських луках — різні види снігових купинників (Chionochloa spp.). До того, як у середині XIX століття почалася колонізація регіону європейцями, частина лісів встигла відновитися, однак за наступне століття більша частина земель знову була розчищена під ферми та пасовища. Тваринництво значно змінило місцеві купинні луки: у багатьох районах червоні купинники (Chionochloa rubra) були витіснені інвазивними бур'янами. Європейці також осушили багато водно-болотних угідь у низинах. Залишки лісів збереглися передусім у горах Лівінгстона, Сноудона та Ейр, в регіоні Кетлінс та серед пагорбів Хоконуї, однак низинних боліт залишилося дуже мало.
Одним з найбільших масивів лісів, що зберігся в Саутленді, є Заповідний парк Кетлінс, який містить багату та різноманітну флору. Заповідник включає широкий спектр природних екосистем, від альпійських боліт на плато Аякс до прибережних скель і солоних боліт. Тут зустрічаються масиви подокарпових лісів, у яких домінують новозеландські ріму (Dacrydium cupressinum), а також найпівденніші насадження сріблястих буків (Nothofagus menziesii) у Новій Зеландії. Серед прибережних скель Кетлінсу зустрічаються ендемічні новозеландські айстри Ліндсі (Celmisia lindsayi). У деяких районах природні рослинні угруповання безперервно змінюють одне одного, простягаючись від узбережжя до субальпійської зони. 
Субальпійські та альпійські угруповання в горах Ейр є відносно незайманими та характеризуються високим рівнем ендемізму. Серед рідкісних та ендемічних рослин, поширених у цих високогір'ях, слід відзначити гачколисту осоку (Carex uncifolia), вероніку Біггара (Veronica biggarii), новозеландську айстру Томсона (Celmisia thomsonii) та спис-траву Спедена (Aciphylla spedenii). Серед прибережних піщаних дюн поблизу Інверкаргілла росте гуннера Гамільтона (Gunnera hamiltonii), одна з найрідкісніших рослин Нової Зеландії. Ще одним рідкісним видом рослин, поширеним в регіоні, є олеарія Гектора (Olearia hectorii), яка зустрічається в чагарниках за межами існуючих природоохоронних територій. 

## Фауна
Залишки лісів регіону, зокрема ліси Кетлінсу, є притулком для низки рідкісних видів птахів, зокрема для чверті світової популяції жовтоголових могуа (Mohoua ochrocephala). Серед інших лісових птахів, поширених в Саутленді, слід відзначити новозеландських пінонів або кереру (Hemiphaga novaeseelandiae), новозеландських соколів (Falco novaeseelandiae), морепорків (Ninox novaeseelandiae), священних альціонів (Todiramphus sanctus), стрільців (Acanthisitta chloris), пое (Prosthemadera novaeseelandiae), новозеландських макомако (Anthornis melanura), сірих ріроріро (Gerygone igata), новозеландських могуа (Mohoua novaeseelandiae), новозеландських віялохвісток (Rhipidura fuliginosa), великоголових тоутоваї (Petroica macrocephala), білолобих тоутоваї (Petroica australis) та сивоспинних окулярників (Zosterops lateralis). Новозеландські коелі (Urodynamis taitensis) та смугастощокі дідрики (Chrysococcyx lucidus) гніздяться в лісах регіону, однак взимку щороку мігрують до островів Океанії. 
Купинні луки є важливим середовищем проживання для птахів, які віддають перевагу відкритим місцевостям, зокрема для південних лунів (Circus approximans), строкатобоких матат (Poodytes punctatus) та новозеландських щевриків (Anthus novaeseelandiae), а також для деяких видів плазунів, таких як приховані сцинки (Oligosoma inconspicuum) та саутлендські зелені сцинки (Oligosoma chloronoton). На високогірних луках в горах Ейр зустрічаються ейрські сцинки (Oligosoma repens), а серед прибережних купинних луків — ендемічні жуки Prodontria praelatella
На морських узбережжях та у прибережних водно-болотних угіддях Саутленду, зокрема у лагуні Вайтуна, зустрічається багато різноманітних птахів, таких як рідкісні жовтоокі пінгвіни (Megadyptes antipodes). Скелясте узбережжя Кетлінсу — це єдине місце у Новій Зеландії, де співіснують південні морські слони (Mirounga leonina), новозеландські морські котики (Arctocephalus forsteri) та новозеландські морські леви (Phocarctos hookeri). Масовий звіробійний промисел у минулому призвів до значного скорочення популяцій цих морських тварин, однак зараз вони поступово відновлюються.
Наразі популяції багатьох тварин на Новій Зеландії стрімко скорочуються внаслідок хижацтва з боку численних інтродукованих хижаків, зокрема здичавілих котів (Felis catus), малих пацюків (Rattus exulans), сірих пацюків (Rattus norvegicus), чорних пацюків (Rattus rattus), горностаїв (Mustela erminea), лісових тхорів (Mustela putorius furo), малих ласиць (Mustela nivalis) та лисячих кузу (Trichosurus vulpecula). Поява цих тварин у Новій Зеландії вже призвела до вимирання низки місцевих видів птахів, зокрема новозеландських перепілок (Coturnix novaezelandiae), новозеландських еготело (Aegotheles novaezealandiae), новозеландських лунів (Circus teauteensis), новозеландських сов (Sceloglaux albifacies), чагарникових гонців (Xenicus longipes), великоногих гонців (Xenicus yaldwyni), довгодзьобих гонців (Dendroscansor decurvirostris), південних піопіо (Turnagra capensis) та новозеландських круків (Corvus antipodum). Велетенські широкодзьобі моа (Euryapteryx curtus), східні моа (Emeus crassus), чубаті моа (Pachyornis australis), південні кремезні моа (Dinornis robustus), великоногі моа (Pachyornis elephantopus) та чагарникові моа (Anomalopteryx didiformis), а також великі нелітаючі південні апторніси (Aptornis defossor) також вимерли приблизно у XIV—XV століттях внаслідок полювання на них з боку маорі. У свою чергу, це призвело до вимирання велетенських орлів Хааста (Harpagornis moorei) — найбільших голоценових хижих птахів, які мали розмах крил до 2,6 м і полювали переважно на нелітаючих моа.

## Збереження
Наразі Саутленд є одним з найпродуктивніших сільськогосподарських регіонів Нової Зеландії, і велика частина природної рослинності тут була знищена. Більша частина лісів екорегіону, особливо у низинах, була вирубана, а надмірний випас худоби та поширення інвазивних видів рослин, таких як віниковий жарновець (Cytisus scoparius), корсиканська чорна сосна (Pinus nigra ssp. laricio) та тисолиста дуґласія (Pseudotsuga menziesii), змінили екологію пасовищ. Поширення європейського куничника (Calamagrostis arenaria) є загрозою для прибережних дюн, а канадської водяної чуми (Elodea canadensis) — для прісноводних екосистем. Ще однією загрозою для збереження природи регіону є поширення інтродукованих тварин, таких як хижі пацюки, коти, тхори та горностаї, які є причиною скорочення популяцій місцевих тварин і вимирання низки видів, а також благородні олені (Cervus elaphus) та свійські кози (Capra hircus), які порушують регенерацію місцевої рослинності.
Оцінка 2017 року показала, що 2396 км², або 21 % екорегіону, є заповідними територіями. Природоохоронні території включають: Заповідний парк Кетлінс, Заповідний парк гір Ейр та Науковий заповідник водно-болотних угідь Вайтуна.